# Clubiona laudata
Clubiona laudata là một loài nhện trong họ Clubionidae.
Loài này thuộc chi Clubiona. Clubiona laudata được Octavius Pickard-Cambridge miêu tả năm 1885.